# Acte de foi (prière catholique)
Pour les articles homonymes, voir acte de foi (homonymie).
L'Acte de foi est une prière catholique liée à l'une des vertus théologales, la foi, dans laquelle le croyant affirme sa foi en Dieu et en l'enseignement de l'Église. Cette prière s'oppose à la croyance en un Dieu trompeur, « malin génie » (tel que Descartes l'envisage dans la première de ses Méditations métaphysiques) et à l'idée selon laquelle la vérité serait subjective, voire multiple.

## Texte
Le texte est le suivant, depuis 1947, :

« Mon Dieu, je crois fermement toutes les vérités que vous nous avez révélées et que vous nous enseignez par votre Église, parce que vous ne pouvez ni vous tromper ni nous tromper. »

Le catéchisme de 1937 à 1941 a proposé une autre version :

« Mon Dieu, je crois fermement toutes les vérités que vous nous enseignez par votre Église, parce que c'est vous, la vérité même, qui les lui avez révélées, et que vous ne pouvez ni vous tromper ni nous tromper. »

## Origine
On trouve ce texte dans le recueil duquel la publication fut effectuée en 1878 à la suite de l'ordre du pape Pie IX. Il s'agit, avec l'Acte d'espérance, l'Acte de charité et l'Acte d'offrande, de l'un des actes de vertus théologales :

« Je crois fermement, parce que Dieu, Vérité infaillible, l'a révélé à la sainte Église Catholique et par son moyen aussi à nous, qu'il existe un seul Dieu en trois personnes divines, égales et distinctes, qui se nomment Père, Fils, et Saint-Esprit ; que le Fils s'est fait homme, en prenant par l'opération du Saint-Esprit, un corps et une âme humaine semblables aux nôtres, dans le sein de la très-pure Vierge Marie ; qu'il est mort pour nous en croix, qu'il est ressuscité, et monté au ciel, d'où il viendra à la fin du monde juger tous les vivants et tous les morts, et qu'il donnera pour l'éternité aux bons, le Paradis ; et aux méchants, l'Enfer ; de plus pour le même motif, je crois tout ce que croit et enseigne la sainte Église Catholique. »

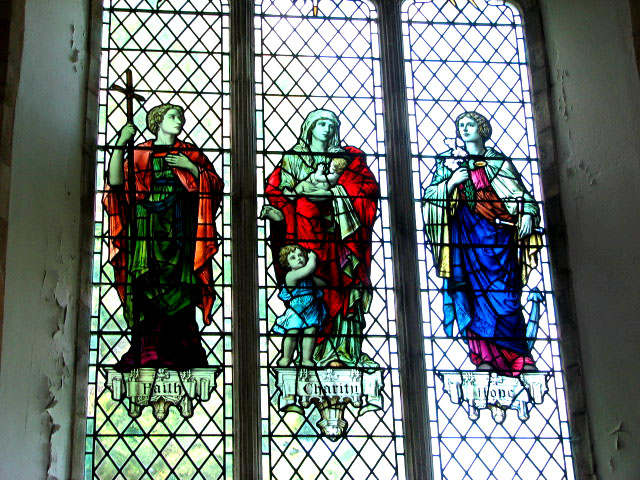
Vertus théologales : foi, charité et espérance.

Les trois actes de prière, ceux de foi, d'espérance et de charité, furent énoncés par le pape Benoît XIII le 15 janvier 1728 dans l'optique d'accorder l'indulgence plénière aux fidèles, et confirmés de nouveau par le décret de la Sacrée Congrégation des Indulgences sous le pontificat du pape Benoît XIV le 28 janvier 1756. Ceux-ci ont également pour but de réaliser, par prières, la concorde des princes chrétiens, l'extirpation des hérésies et l'exaltation de la Sainte Église.

## Acte de foi de Pie IX
L'Acte de foi est, en fait, une sorte de Credo. Il est à noter que le pape Pie IX aussi accorda le 10 janvier 1871, à tous les fidèles qui reciteront cet Acte de foi, une indulgence de cent jours, par le rescrit de la Sacrée Congrégation des affaires ecclésiastiques extraordinaires :
| latin | français |
| --- | --- |
| O mi Deus credo in te, credo omnia quæ tu revelasti et que Sancta Ecclesia catholica credenda proponit. Credo in primis beatissimam Virginem Mariam vere esse Dei Genitricem, credo firmiter et indubitanter eam esse simul Matrem et Virginem et liberam ab omni etiam minimo peccato actiali ; item firmiter et indubitanter credo Mariam in primo instanti suæ conceptionis fuisse singulari Omnipotentis Dei gratia et privilegio, intuitu meritorum Christi Iesu Salvatoris humani generis, ab omni originalis culpæ labe præservatam immunem. Item firmiter et indubitanter credo Romanum Pontificem cum ex cathedra loquitur id est cum omnium Christianorum pastoris et doctoris munere fungens, pro sua suprema et apostolica auctritate doctrinam de fide et moribus ab universa Ecclesia tenendam definit per assistentiam divinam ipsi in Beato Petro promissam ea infallibilitate pollere, qua divinus Redemptor Ecclesiam suam in definiendo de Fide vel moribus instructam esse voluit : ideoque eiusmodi Romani Pontificis definitiones ex sese, non autem ex consensu Ecclesiæ, irreformabiles esse. Hæc omnia credo quia sancta tua Ecclesia quæ est columna et fundamentum veritatis, quæ numquam erravit nec umquam errare potest, hæc credenda proponit. | O mon Dieu ! Je crois en vous ; je crois tout ce que vous avez révélé et que la Sainte Église catholique me propose de croire. Je crois en particulier, que la bienheureuse Vierge Marie est véritablement la mère de Dieu ; je crois fermement et sans hésiter, qu'elle est en même temps Vierge et Mère et exempte de toute faute actuelle, même la plus légère. Je crois pareillement et avec la plus grande certitude que Marie, dans le premier instant de sa conception, par grâce spéciale et privilège de Dieu tout-puissant, en vue des mérites de Jésus-Christ, Sauveur du genre humain, a été préservée de toute tache du péché originel. Je crois encore et très fermement, que le Pontife Romain lorsqu'il parle ex cathedra, c'est-à-dire lorsque, remplissant la fonction de Pasteur et de Docteur de tous les chrétiens, définit, en raison de sa suprême et apostolique autorité, un point concernant la foi ou les mœurs, pour l'Église tout entière, jouit, par l'assistance divine qui lui a été promise dans la personne du bienheureux Pierre, de cette infaillibilité, dont le divin Rédempteur a voulu donner son Église pour la définition des choses qui appartiennent à la foi et aux mœurs, et que par conséquent, les définitions du Pontife Romain sont irréformable d'elles-mêmes et non par le consentement de l'Église. Je crois toutes ces choses parce que votre sainte Église, colonne et fondement de la vérité qui n'a jamais erré, et ne peut jamais errer, les propose à ma croyance. |

## Articles liés
- Vertus théologales
- Foi chrétienne
- Credo (religion)
- Acte d'espérance
- Acte de charité
- Acte de contrition